# Hántsavichy
Hántsavichy o Gántsevichi (bielorruso: Га́нцавічы; ruso: Га́нцевичи; polaco: Hancewicze) es una ciudad subdistrital de Bielorrusia, capital del distrito homónimo en la provincia de Brest.
En 2017, la ciudad tenía una población de 13 925 habitantes.
El topónimo de la localidad viene del apellido Hantsavich, que se menciona como el nombre de una finca rústica en 1773. La localidad fue fundada en 1898 como poblado ferroviario de la red de ferrocarriles de Polesia, al construirse una estación ferroviaria en el entorno de la finca. En 1921 fue anexionado a la Segunda República Polaca, hasta que pasó a la RSS de Bielorrusia en 1939. Durante el período polaco, el 60% de la población estaba formada por judíos, la mayoría de los cuales fueron asesinados por los invasores alemanes entre 1941 y 1944. Adoptó estatus de ciudad en 1973.
Se ubica unos 40 km al sureste de Baránavichi, sobre la carretera P13 que une Kletsk con Lúninets. Al suroeste de la ciudad sale la carretera P105, que lleva a Lahishyn.